# Yasmine Lafitte
Yasmine Lafitte (in arabo: ياسمين لافيت; Thar Es-Souk, 1º ottobre 1963) è un'ex attrice pornografica francese.

## Biografia
Nata in Marocco, si trasferì con la famiglia in Francia a soli cinque mesi. Cresciuta nei sobborghi di Lione, si diplomò e iniziò a lavorare.
Nel 2004 iniziò la sua carriera nella cinematografia per adulti, rispondendo a un annuncio in cui si richiedeva la partecipazione a coppie per film amatoriali.
Nel 2007 ebbe un ruolo nel film drammatico Un homme perdu, presentato alla Quinzaine des Réalisateurs del Festival di Cannes 2007.

## Riconoscimenti
- 2007 Venus Awards miglior attrice europea[5]
- 2008 Eroticline Awards miglior attrice europea (candidatura)[6]

## Filmografia parziale
- French ConneXion
- Phil de Nice
- Fuck V.I.P Cockaine
- La Ninfómana
- Le Barriodeur
- Story of Yasmine
- Une fille de la Campagne
- Urgencias
- La Autoescuela
- Casino – No Limit